# Узмица
Узмица — деревня в Сямженском районе Вологодской области на реке Узьмица.
Входит в состав Коробицынского сельского поселения, с точки зрения административно-территориального деления — в Коробицинский сельсовет.
Расстояние по автодороге до районного центра Сямжи — 41,5 км, до центра муниципального образования Георгиевской — 1,5 км. Ближайшие населённые пункты — Георгиевская, Подгорная, Чижово, Мартьяниха, Самылково.
По переписи 2002 года население — 19 человек.